# Ивасаки, Хироми
Хироми Ивасаки (яп. 岩崎 宏美 Ивасаки Хироми, род. 12 ноября 1958 года, Кото, Токио, Япония) — японская певица, дебютировавшая в 1975 году. Она отличается красивым и чистым голосом, за который её и полюбили. Её младшая сестра Ёсими Ивасаки тоже является певицей.
В 1981 году она была удостоена Серебряного приза на Токийском музыкальном фестивале за песню «恋待草» — «Koimachigusa» («Любимый на траве»).
В число её главных хитов входят такие песни, как «ロマンス» — «Romance» («Романс») (1975), «思秋期» — «Shishūki» («Осенняя ностальгия») (1977) и «聖母たちのララバイ» — «Madonna tachi no lullaby» («Колыбельная Мадонны») (1982). Однако, самой узнаваемой её песней является «シンデレラ・ハネムーン» — «Cinderella Honeymoon» («Медовый месяц Золушки») (1978), став коронным номером артиста мономанэ (пародийного жанра) Корокке (яп. コロッケ). Хироми Ивасаки однажды заметила, что когда эта песня начинала играть на концерте, фанаты певицы начинали смеяться. Позднее она символически подарила эту песню Корокке.

## Биография
Она родилась в семье владельца компании по производству оборудования для обработки дерева в районе Кото, Токио, и является второй из трех дочерей.
Официальный дебют Хироми Ивасаки состоялся в апреле 1975 года с выходом сингла «二重唱» — «Dyuetto» («Дуэт»), после победы на популярном японском конкурсе талантов «Звезда родилась!» летом 1974 года. Сингл занял 19-е место в японском хит-параде Орикон. За ним последовал хит «ロマンス» — «Romance» («Романс»), занявший 1-е место, и удерживавший свою позицию на протяжении трех недель. Он разошелся тиражом в миллион экземпляров. Эта песня, написанная на слова Ю Аку и музыку Кёхэя Цуцуми, позволила ей стать номинированной как Лучший новый артист на 17-й церемонии Japan Record Awards, и впервые выступить на 26-й церемонии Кохаку ута гассэн. В октябре того же года был выпущен сингл в стиле диско «Sentimental» («Сентиментальная»), который разошелся тиражом более 700000 копий, став её вторым хитом занявшим 1-е место, и удерживавшим эту позицию на протяжении двух недель.
Далее последовала череда синглов выпущенных в течение 1976—1977 годов, самые заметные из них: «Fantasy» («Фантазия»), «Mirai» («Будущее»), «Kiri no meguri ai» («Любовный роман в тумане»), «Dream» («Мечта») и «Nettaigyo» («Тропическая рыбка»). Сингл «Shishūki» («Осенняя ностальгия») был выпущен в конце 1977 года, и принес ей награду на 19-й церемонии Japan Record Awards, и награду на 8-й церемонии Japan Music Awards.
Она продолжала выпускать популярные хиты на протяжении 1970-х годов, и летом 1979 года впервые сыграла в рок-опере, в роли Офелии в трагедии Уильяма Шекспира «Гамлет». В конце 1979 года её сингл «Mangekyō» («Калейдоскоп») принес ей золотую награду на Japan Record Awards, и стал тематической песней для рекламы Subaru Leone.
Её сингл «Sumire iro no namida» («Фиолетовые слёзы») выиграл в номинации Лучшее вокальное исполнение на церемонии Japan Record Awards 1981 года, и был распродан тиражом в 500000 копий в сентябре 1982.
В 1982 году песня «Madonna tachi no lullaby» («Колыбельная Мадонны») стала её третьим хитом № 1, распроданным тиражом более миллиона копий, и выиграв золото на 21-й церемонии Japan Record Awards.
Эта композиция была написана для дорамы «火曜サスペンス劇場» — «Kayō sasupensu gekijō» («Саспенс-театр во вторник») и состояла из одного куплета — выход её в качестве отдельного сингла не планировался. Может, песня так бы и не вышла в свет, но зрители начали заваливать редакцию канала письмами с просьбой выпустить песню. Сначала канал Nippon TV решил сделать конкурс, по которому запись досталась бы 200 счастливчикам, но количество заявок превысило 350 тысяч, поэтому было решено выпустить сингл, который на второй неделе продаж занял первую строчку чарта Орикон, а позднее получил несколько престижных наград.
В 1986 году, в ходе недели японской культуры в Египте, она спела на концерте перед знаменитым комплексом пирамид в Гизе. До неё здесь давали концерты только The Beatles, Фрэнк Синатра и Хулио Иглесиас.
В 1980-х годах Ивасаки начала играть в мюзиклах, а в 1987 году сыграла Фантину в японской версии мюзикла «Отверженные».
Она исполнила прелестную песенку «笑顔» — «Egao» («Улыбающееся лицо») для музыкального ролика «Улыбка», нарисованного Макото Синкаем. Идея создания этого ролика принадлежит компании Эн-Эйч-Кей (NHK), попросившей Синкая нарисовать им заставку к передаче Minna no Uta (яп. みんなのうた, «Песни для всех»).
26 сентября 2007 года Хироми Ивасаки выпустила альбом «PRAHA» («Прага»), записанный с Чешским филармоническим оркестром. В конце октября 2006 года она связалась с оркестром с идеей сотрудничества, и они согласились. В начале апреля Хироми Ивасаки приехала в концертный зал Дворжака в здании Рудольфинум, где в течение трех дней они с оркестром записали альбом.
Альбом включает 12 кавер-версий песен — её собственных, как «ロマンス» — «Романс» и «思秋期» — «Shishūki» («Осенняя ностальгия»), так и других исполнителей, как «つばさ» — «Tsubasa» («Крылья»), посвящённый её близкой подруге, умершей певице Минако Хонда.
В апреле 2008 года она была назначена послом доброй воли Чешской Республики.
В репертуаре певицы есть и русский романс «Дорогой длинною» (яп. 悲しき天使) на японском языке, впервые исполненный певицей Рёко Морияма в 1968 году.
В настоящее время она продолжает петь и выступать со своими известными хитами.

## Личная жизнь
30 апреля 2009 года было официально объявлено, что певица Хироми Ивасаки и актёр мюзикла Такуя Кон поженились. Это второй брак Ивасаки. Хироми и Такуя впервые встретились, когда они вместе участвовали в постановке мюзикла «Отверженные» в 1998. Прожив вместе 7 с половиной лет, они решили зарегистрировать свои отношения 29 апреля. Так как у них обоих одинаковые дни рождения, 12 ноября, они подали документы в 11:12 вечера.
Ранее Хироми Ивасаки уже была замужем за бизнесменом с 1988 по 1995, от которого родила двух сыновей. Оба живут и воспитываются отцом.

## Дискография

### Синглы
| №  | Название | Дата выпуска |
| -- | --- | ------------ |
| 1  | Dyuetto (яп. 二重唱 Дуэт) Дебютный сингл | 25.04.1975   |
| 2  | Romance (яп. ロマンス Романс) Первое появление на Кохаку ута гассэн Номинация в категории Лучший новый артист на 17-й церемонии Japan Record Awards                                                                                   | 25.07.1975   |
| 3  | Sentimental (яп. センチメンタル Сентиментальная) | 25.10.1975   |
| 4  | Fantasy (яп. ファンタジー Фантазия) | 25.01.1976   |
| 5  | Mirai (яп. 未来 Будущее) | 01.05.1976   |
| 6  | Kiri No Meguri Ai (яп. 霧のめぐり逢い Любовный роман в тумане) | 01.08.1976   |
| 7  | Dream (яп. ドリーム Мечта) | 05.11.1976   |
| 8  | Omoide No Ki No Shita De (яп. 想い出の樹の下で Под деревом воспоминаний) | 25.01.1977   |
| 9  | Hiren Hakusho (яп. 悲恋白書 Белая книга трагической любви) | 25.04.1977   |
| 10 | Nettaigyo (яп. 熱帯魚 Тропическая рыбка) | 05.07.1977   |
| 11 | Shishūki (яп. 思秋期 Осенняя ностальгия) Номинация за Лучшую поп-песню на 19-й церемонии Japan Record Awards | 05.09.1977   |
| 12 | Hatachi Mae (яп. 二十才前 До 20-ти лет) | 05.02.1978   |
| 13 | Azayakana Bamen (яп. あざやかな 場面 Оживленная сцена) | 05.05.1978   |
| 14 | Cinderella Honeymoon (яп. シンデレラ・ハネムーン Медовый месяц Золушки) Золотой приз на 20-й церемонии Japan Record Awards | 25.07.1978   |
| 15 | Sayonara No Banka (яп. さよならの挽歌 Прощальная элегия) | 05.11.1978   |
| 16 | Haru Oboro (яп. 春おぼろ Тускнеющая весна) | 05.02.1979   |
| 17 | Natsu Ni Dakarete (яп. 夏に抱かれて В объятиях лета) | 08.05.1979   |
| 18 | Mangekyō (яп. 万華鏡 Калейдоскоп) Золотой приз на 21-й церемонии Japan Record Awards Главная тема рекламы Subaru Leone | 15.09.1979   |
| 19 | Surōna Ai Ga Ii Wa (яп. スローな愛がいいわ Лучше небыстрая любовь) | 21.01.1980   |
| 20 | Joyū (яп. 女優 Актриса) Главная тема рекламы Subaru Leone | 05.04.1980   |
| 21 | Ginga Densetsu (яп. 銀河伝説 Галактическая легенда) Ai No Inochi (яп. 愛の生命 Жизнь в любви) Обе композиции звучат в аниме «ヤマトよ永遠に» — «Космический крейсер Ямато (фильм четвёртый)»                                          | 05.08.1980   |
| 22 | Matenrō (яп. 摩天楼 Небоскреб) | 05.10.1980   |
| 23 | Munasawagi (яп. 胸さわぎ Беспокойство) | 01.01.1981   |
| 24 | Koimachigusa (яп. 恋待草 Мой любимый на траве) Серебряный приз на 10-й церемонии Токийского музыкального фестиваля | 21.03.1981   |
| 25 | Sumire Iro No Namida (яп. すみれ色の涙 Фиолетовые слёзы) Кавер-версия песни, исполненной группой Jackey Yoshikawa & His Blue Comets Награда в номинации «Лучшее вокальное исполнение» на 23-й церемонии Japan Record Awards           | 05.06.1981   |
| 26 | Rengesō No Koi (яп. れんげ草の恋 Любовь травы астрагал) | 21.10.1981   |
| 27 | Lemon (яп. 檸檬 Лимон) | 05.02.1982   |
| 28 | Madonna Tachi No Lullaby (яп. 聖母たちのララバイ Колыбельная Мадонны) Главная тема сериала «火曜サスペンス劇場» — «Саспенс-театр во вторник» Гран-при на 13-й церемонии Japan Music Awards                                            | 21.04.1982   |
| 29 | Omoidasanaide (яп. 思い出さないで Не вспоминай) | 21.09.1982   |
| 30 | Sutekina Kimochi (яп. 素敵な気持ち Приятное чувство) | 21.02.1983   |
| 31 | Shinju No Piriodo (яп. 真珠のピリオド Время жемчужин) | 05.06.1983   |
| 32 | Ieji (яп. 家路 Дорога к дому) Главная тема сериала «火曜サスペンス劇場» — «Саспенс-театр во вторник» Золотая награда на 25-й церемонии Japan Record Awards                                                                            | 21.08.1983   |
| 33 | 20 No Koi (яп. 20の恋 Любовь в 20) | 21.02.1984   |
| 34 | Mikan No Shōzō (яп. 未完の肖像 Незаконченный портрет) Сингл, приуроченный к 10-й годовщине с момента дебюта | 21.05.1984   |
| 35 | Hashi (яп. 橋 Мост) Главная тема сериала «火曜サスペンス劇場» — «Саспенс-театр во вторник» | 21.08.1984   |
| 36 | Kesshin (яп. 決心 Решимость) Yume Karyūdo (яп. 夢狩人 Охотник за мечтой) Оба сингла были тематическими песнями в рекламе ювелирных украшений Miki Corporation                                                                         | 05.04.1985   |
| 37 | Gekkō (яп. 月光 Лунный свет) | 21.10.1985   |
| 38 | 25 Ji No Ai No Uta (яп. 25時の愛の歌 Любовная песня 25-го часа) Главная тема сериала «火曜サスペンス劇場» — «Саспенс-театр во вторник»                                                                                                | 16.12.1985   |
| 39 | Suki Ni Narazu Ni Irarenai (яп. 好きにならずにいられない Не могу не влюбиться) | 05.02.1986   |
| 40 | Chiisana Tabi (яп. 小さな旅 Маленькое путешествие) Главная тема программы «Chiisana Tabi» на телеканале NHK, показывающая жизнь маленьких японских городков                                                                           | 21.06.1986   |
| 41 | Yoru No Tenohira (яп. 夜のてのひら Ладонь твоей руки ночью) Главная тема сериала «火曜サスペンス劇場» — «Саспенс-театр во вторник» | 21.10.1986   |
| 42 | Saisho No Koibito Tachi (яп. 最初の恋人達 Первый возлюбленный) | 21.04.1987   |
| 43 | Kaze No Jubanairu (яп. 風の童話集 Сказка ветра) Last Cruise (яп. ラスト・クルーズ Последнее плавание) | 01.11.1987   |
| 44 | Kikoetekuru Rapusodi (яп. 聞こえてくるラプソディー Я могу слышать рапсодию) | 21.05.1988   |
| 45 | Miseinen (яп. 未成年 Несовершеннолетняя) | 16.12.1988   |
| 46 | Yume Miru Yō Ni Aishitai (яп. 夢見るように愛したい Хочу любить как в мечтах) Главная тема рекламы прохладительных напитков バヤリース100 фирмы Asahi Soft Drinks                                                                      | 07.06.1989   |
| 47 | Ai o Purasu Wan (яп. 愛を+ワン Любовь+1) Открывающая песня из аниме «ママは小学4年生» — «Мама-четвероклассница» | 21.01.1992   |
| 48 | Ai To Iu Na No Yūki (яп. 愛という名の勇気 Смелость названная любовью) Главная тема сериала «火曜サスペンス劇場» — «Саспенс-театр во вторник»                                                                                          | 21.01.1993   |
| 49 | Life (Жизнь) | 21.07.1993   |
| 50 | Asa Ga Kuru Made (яп. 朝が来るまで До того как наступит утро) Заключительная тема к новостной передаче «NNNきょうの出来事» — «Сегодняшние события NNN» телевизионной сети Nippon Television                                           | 21.10.1995   |
| 51 | Believin' (Верю) Заключительная тема драмы «新・部長刑事 アーバンポリス24» — «Новое. Детектив городской полиции 24» телевизионной сети Asahi Broadcasting Corporation                                                                 | 21.11.1996   |
| 52 | Ai Ga Ippai (яп. 愛がいっぱい Много любви) Заключительная тема сериала «ちょっと言わせて» на канале TBS TV | 22.09.1997   |
| 53 | Yurusanai (яп. 許さない Я тебя не прощу) | 03.03.1999   |
| 54 | Boku No Besuto Furendo E (яп. ぼくのベストフレンドへ Моему лучшему другу) Финальная песня из аниме «Покемон» телекомпании TV Tokyo | 07.02.2001   |
| 55 | Atokata Mo Naku (яп. あとかたもなく Без следа) | 09.05.2001   |
| 56 | Yume (яп. 夢 Мечта) Кавер-версия песни японского певца Масаси Сада | 21.09.2001   |
| 57 | Tomatta Tokei (яп. 止まった時計 Остановившиеся часы) Кавер-версия песни японской певицы и актрисы Хироко Якусимару | 02.10.2002   |
| 58 | Anata No Kokoro Ni (яп. あなたの心に В твоем сердце) Кавер-версия песни японской певицы и актрисы Тинацу Накаяма (中山千夏) | 23.04.2003   |
| 59 | Tegami (яп. 手紙 Письмо) | 23.09.2004   |
| 60 | Tada Ai No Tame Ni Dake (яп. ただ・愛のためにだけ Только ради любви) Песня к 30-й годовщине с момента дебюта | 24.03.2005   |
| 61 | Shiawase No Kakera (яп. シアワセノカケラ Осколки счастья) | 21.03.2007   |
| 62 | Hajimari No Uta, Anata E (яп. 始まりの詩、あなたへ Первая песня для тебя) Саундтрек к кинофильму «能登の花ヨメ» — «Невеста Ното» | 14.04.2008   |
| 63 | Inochi No Riyū (яп. いのちの理由 Смысл жизни) Кавер-версия песни японского певца Масаси Сада | 04.04.2012   |
| 64 | Anata E, Itsumademo Itsudemo (яп. あなたへ 〜いつまでも いつでも〜 К тебе, всегда, в любое время) Kagerō (яп. 糸遊（かげろう） Марево) Песни написаны Масаси Сада                                                                     | 03.10.2012   |
| 65 | Toki No Hari (яп. 時の針 Игла времени) Песня написана Атару Накамура | 09.10.2013   |
| 66 | Thank You! (Спасибо!) Главная тема рекламы пшеничной лапши сомэн марки «揖保乃糸» («Ибоноито») | 21.05.2014   |
| 67 | Hikari No Kiseki (яп. 光の軌跡 Луч света) Заключительная песня образовательной передачи «にっぽん! 歴史鑑定» — «Япония! Обсуждение истории» на канале BS-TBS Главная тема рекламы пшеничной лапши сомэн марки «揖保乃糸» («Ибоноито») | 22.04.2015   |
| 68 | Kizuna (яп. 絆 Связь) Главная тема рекламы пшеничной лапши сомэн марки «揖保乃糸» («Ибоноито») | 24.05.2017   |

### Альбомы
| №  | Название                                                                                     | Дата выпуска |
| -- | -------------------------------------------------------------------------------------------- | ------------ |
| 1  | Aozora (яп. あおぞら Синее небо) Дебютный альбом                                             | 05.09.1975   |
| 2  | Fantasy (яп. ファンタジー Фантазия)                                                          | 10.02.1976   |
| 3  | Hikōsen (яп. 飛行船 Воздушный корабль)                                                       | 25.07.1976   |
| 4  | With My Best Friends (яп. ウィズ・ベスト・フレンズ С моими лучшими друзьями)                 | 25.05.1977   |
| 5  | Shishūki Kara... Otoko To Onna (яп. 思秋期から…男と女 Осенняя ностальгия… мужчина и женщина) | 05.10.1977   |
| 6  | Hatachi Mae... (яп. 二十才前… До 20-ти лет)                                                  | 05.04.1978   |
| 7  | Pandora No Kobako (яп. パンドラの小箱 Ящик Пандоры)                                          | 25.08.1978   |
| 8  | 10 Karatto Daiyamondo (яп. 10カラット・ダイヤモンド Алмаз в 10 карат)                        | 05.10.1979   |
| 9  | Wish (Желание)                                                                               | 05.08.1980   |
| 10 | Sarubia (яп. 緋衣草（サルビア） Шалфей)                                                      | 05.07.1981   |
| 11 | Yūgure Kara... Hitori (яп. 夕暮れから…ひとり С сумерек... одна)                              | 05.07.1982   |
| 12 | Love Letter (Любовное письмо)                                                                | 05.11.1982   |
| 13 | Shiteki Kūkan (яп. 私・的・空・間 Личное пространство)                                       | 21.07.1983   |
| 14 | I Won’t Break Your Heart (Я не разобью тебе сердце)                                          | 21.04.1984   |
| 15 | Giyaman (яп. 戯夜曼 Бриллиант)                                                               | 05.06.1985   |
| 16 | cinéma                                                                                       | 21.11.1985   |
| 17 | Wagamama (яп. わがまま Эгоистична)                                                           | 21.07.1986   |
| 18 | Yokubari (яп. よくばり Жадность)                                                             | 21.07.1987   |
| 19 | Me too (Я тоже)                                                                              | 21.07.1988   |
| 20 | Tanjyō 〜BIRTH〜 (яп. 誕生 〜BIRTH〜 Рождение)                                               | 21.11.1989   |
| 21 | Kazoku 〜FAMILY〜 (яп. 家族 〜FAMILY〜 Семья)                                                | 21.03.1991   |
| 22 | Kyōdai (яп. きょうだい Родные братья)                                                        | 21.06.1992   |
| 23 | FULL CIRCLE (Полный круг)                                                                    | 22.11.1995   |
| 24 | SHOWER OF LOVE (Ливень любви)                                                                | 22.10.1997   |
| 25 | Happiness (Счастье)                                                                          | 16.10.2004   |
| 26 | Natural (Естественно)                                                                        | 22.02.2006   |
| 27 | Thanks (Спасибо)                                                                             | 20.05.2009   |
| 28 | Love (Любовь)                                                                                | 19.06.2013   |
| 29 | Hello! Hello! (Привет! Привет!)                                                              | 16.08.2017   |

### Личные кавер-альбомы
| № | Название | Дата выпуска |
| - | --- | ------------ |
| 1 | MY GRATITUDE 〜 Kansha (яп. MY GRATITUDE 〜感謝 Моя благодарность. Спасибо)                                                                | 23.08.1995   |
| 2 | Never Again〜 Yurusanai (яп. Never Again〜許さない Никогда больше, я тебя не прощу) Коллекция песен, написанных композитором Кохэем Цуцуми | 20.03.1999   |
| 3 | PRAHA Диск записан в сотрудничестве с Чешским филармоническим оркестром                                                                    | 26.09.2007   |
| 4 | MY SONGS Ограниченный выпуск к 40-й годовщине с момента дебюта                                                                             | 20.05.2015   |
| 5 | Piano Songs Диск записан в сотрудничестве с джазовой пианисткой Хироко Кокубу (国府弘子)                                                   | 24.08.2016   |

## Дорамы
- «Саспенс-театр во вторник» («火曜サスペンス劇場»). Cерия 「誰かが見ている」 («Кто-то смотрит»)
(NTV, 21.10.1986) — Рёко Татибана (橘 僚子).
- «7 мужчин и женщин, осенняя история» («男女7人秋物語») (TBS TV, 09.10.1987 — 18.12.1987) — Мики Окинака (沖中美樹).
- «Чувство одиночества в сердце VII» («心はロンリー気持ちは VII») (Fuji TV, 13.05.1988).
- «Молодёжь» («少年たち») (NHK, 05.12.1998 — 19.12.1998).
- «Пятничный престиж» («金曜プレステージ») (Fuji TV, 29.05.2009).

## Роли в театре
- «Гамлет» (1979) — Офелия
- «Скрипач на крыше» (1986) — Годл
- «Отверженные» (1987, 1988, 1997—2000) — Фантина

## Фильмография
- «Красавица и чудовище» (2017) — экономка миссис Поттс в японской дублированной версии.[8]

## Минна но Ута
Песни, исполненные для передачи «Minna no Uta» («Песни для всех») на канале Эн-Эйч-Кей (NHK).
- «Мой Плу» — «ぼくのプルー» («Boku no Purū») (1977).
- «Вращающийся фонарь» — «走馬燈» («Sōmatō») (1977).
- «Улыбка» — «笑顔» («Egao») (2003).
- «Розовое и заклинание» — «ピンクと呪文» («Pinku to Jumon») (2011).